# Bartodzieje (województwo wielkopolskie)
Bartodzieje (niem. Bartelsee) – wieś w Polsce położona w województwie wielkopolskim, w powiecie wągrowieckim, w gminie Wągrowiec.
Wieś duchowna, własność opata cystersów w Wągrowcu pod koniec XVI wieku leżała w powiecie kcyńskim województwa kaliskiego. W latach 1975–1998 miejscowość administracyjnie należała do województwa pilskiego.

## Historia

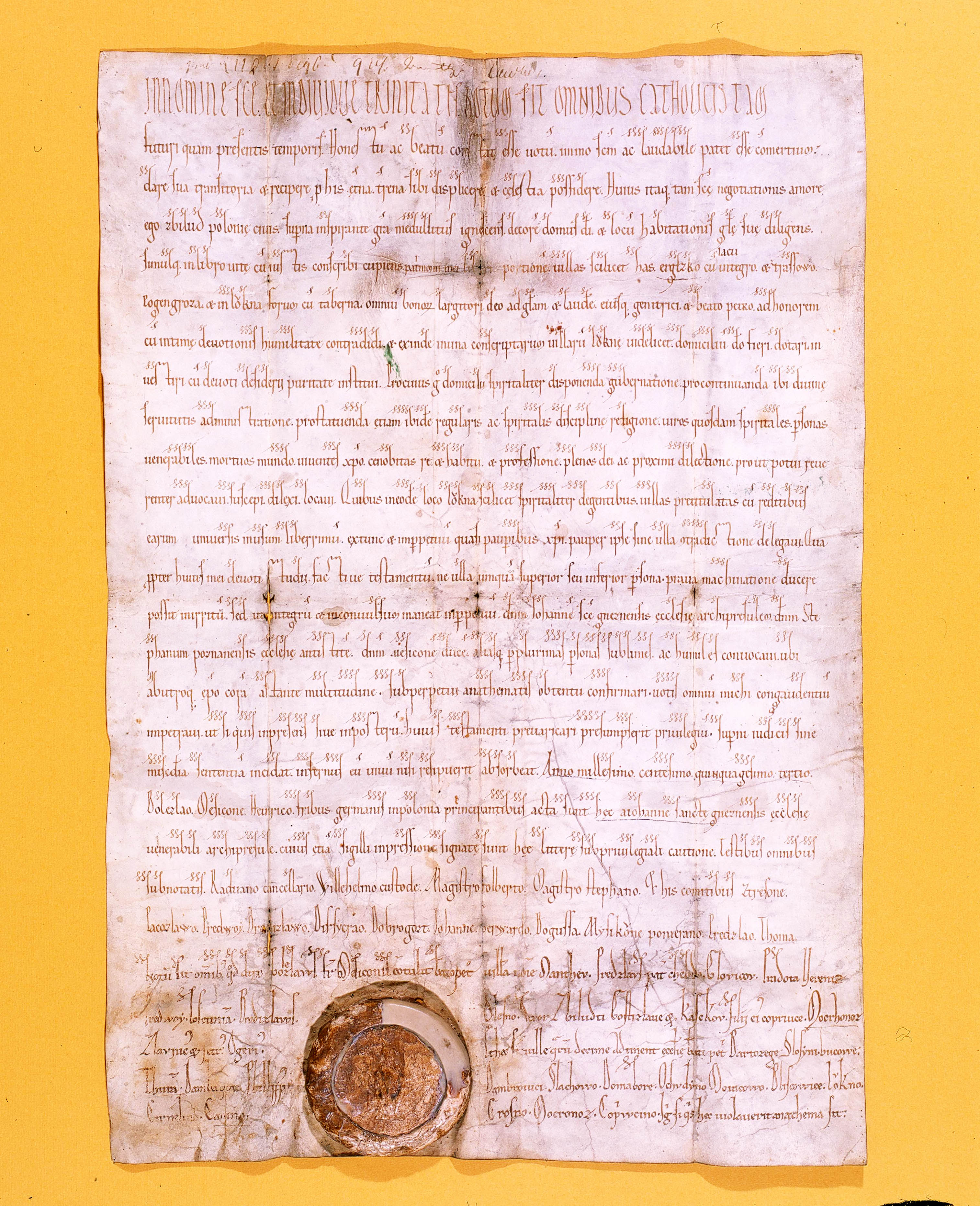
Dokument z 1154 Zbiluta (z rodu Pałuków) obywatela polskiego (“Poloniae civis”) notujący Bartodzieje jako Bartozege.

Po raz pierwszy miejscowość wymieniona została w dokumencie z 1154 Zbiluta (z rodu Pałuków) obywatela polskiego (“Poloniae civis”), w którym zanotowana została jako Bartozege.

## Urodzeni we wsi
- Stefan Golcz (ur. 1865) – właściciel browarów: „Fortuna” w Miłosławiu i „Wiktorya” we Wrześni, działacz społeczny i kulturalny[6],
- Maksymilian Bartsch (ur. 21 lutego 1892, zm. po 1945[7]) – polski polityk, działacz społeczny, samorządowiec, rolnik, poseł V kadencji Sejmu w latach 1938–1939[8][9].